# Generatieve semantiek
De generatieve semantiek is binnen de generatieve grammatica een variant op de transformatiegrammatica, die in het midden van de jaren 60 van de 20e eeuw is ontwikkeld door enkele van Chomsky's toenmalige leerlingen: John R. Ross, Paul Postal, James McCawley en George Lakoff. 

## Beschrijving
Evenals in de grammatica van Noam Chomsky werd uitgegaan van een syntactische dieptestructuur, maar hieraan werd het idee toegevoegd dat deze dieptestructuren ook rechtstreeks ten grondslag liggen aan de semantische interpretatie van taaluitingen. Als reactie hierop werden door de latere voorstanders van de generatieve semantiek met betrekking tot de dieptestructuur nieuwe theorieën ontwikkeld die abstracter en complexer waren. Bij de overgang van de dieptestructuur naar de oppervlaktestructuur vonden bijvoorbeeld transformaties plaats die veel abstracter en gecompliceerder waren dan in de grammatica van Chomsky werd aangenomen. Zo veronderstelt de generatieve semantiek bijvoorbeeld dat door middel van transformaties de verhoudingen tussen fonologische representaties (zoals fonemen) en semantische representaties zichtbaar gemaakt kunnen worden.

## Verschillen met andere modellen
De generatieve semantiek staat volledig haaks op wat wordt beweerd door Chomsky en andere taalkundigen zoals Ray Jackendoff, namelijk dat generatieve syntaxis en interpretatieve semantiek twee volledig gescheiden circuits zijn. Met name aan het eind van de jaren 60 en in de jaren zeventig was deze tegenstelling aanleiding tot menig fel debat tussen aanhangers van de generatieve semantiek en de meer "orthodoxe" navolgers van Chomsky. Uiteindelijk moest de generatieve semantiek het afleggen tegen de traditionele Chomsky-grammatica, maar eigenlijk vooral doordat de belangstelling ervoor in het algemeen was afgenomen. In 1980 werd een onderzoeksproject dat binnen het kader van de generatieve semantiek werd verricht stopgezet. Wel zijn bepaalde ideeën uit de generatieve semantiek overgeheveld naar eigentijdse disciplines, met name de pragmatiek en de cognitieve taalkunde.